# Konami Cross Media NY
Konami Cross Media NY, Inc. (ursprünglich 4Kids Productions) ist eine amerikanische Produktionsfirma im Besitz von Konami. Es war früher eine Tochtergesellschaft von 4Kids Entertainment (die später zur 4Licensing Corporation wurde) und ist verantwortlich für die Anpassung und Produktion von englischsprachigen Synchronisationen von japanischen Anime, vor allem die Yu-Gi-Oh!-Franchise. Das Unternehmen wurde am 30. Juni 2012 wegen anhaltender mangelnder Rentabilität geschlossen, aber das Produktionsbüro wurde von Konami erworben und später im selben Jahr in 4K Media umbenannt.
Das Unternehmen widmet sich in erster Linie der Lizenzierung, dem Verkauf und dem Vertrieb der Marke Yu-Gi-Oh! in den Vereinigten Staaten. Seit der Übernahme hat das Büro lokalisierte Versionen von Yu-Gi-Oh! Zexal, Yu-Gi-Oh! Arc-V und Yu-Gi-Oh! VRAINS produziert. Dem Unternehmen wurden die Rechte zur Verwaltung der Spieleigenschaften Bomberman, Contra und Frogger übertragen. Außerdem besteht das IP-Portfolio noch aus Rebecca Bonbon, die von Yuko Shimuzu geschaffene Anime-Marke für Mädchen.
Am 1. April 2019 wurde der Name des Unternehmens in Konami Cross Media NY geändert, was die Ausweitung auf die Verwaltung von Konami-Marken außerhalb von Videospielen widerspiegelt.

## Filmographie (Kleine Auswahl)
- Yugioh Reihe
- Hello Kitty